# Viktorivka, Cemerivți
Viktorivka (în ucraineană Вікторівка) este un sat în comuna Șîdlivți din raionul Cemerivți, regiunea Hmelnîțkîi, Ucraina.

## Demografie
Componența lingvistică a localității Viktorivka
     Ucraineană (97,82%)
     Rusă (2,18%)
Conform recensământului din 2001, majoritatea populației localității Viktorivka era vorbitoare de ucraineană (97,82%), existând în minoritate și vorbitori de rusă (2,18%).